# (5514) 1989 BN1
(5514) 1989 BN1 là một tiểu hành tinh vành đai chính. Nó được phát hiện bởi Zdeňka Vávrová ở Đài thiên văn Kleť gần České Budějovice, Cộng hòa Séc, ngày 29 tháng 1 năm 1989.